# Gail Goestenkors
Gail Goestenkors (nacida el 26 de febrero de 1963 en Waterford, Michigan) es una entrenadora de baloncesto estadounidense que ejerce en la NCAA.

## Trayectoria
- Universidad de Iowa State (1985-1986), (ayudante)
- Universidad de Purdue (1986-1992), (ayudante)
- DUKE (1992-2007)
- Universidad de Texas (2007-2012)
- Los Angeles Sparks (2014), (asst.)
- Indiana Fever (2015), (asst.)